# Plan Orsan
« Plan Blanc » redirige ici.  Pour l'invasion de la Pologne par l'Allemagne en 1939, voir Campagne de Pologne (1939). Pour l'offensive des forces de l'Axe contre les Partisans yougoslaves, voir Bataille de la Neretva.
Pour les articles homonymes, voir Orsan.
 (août 2023).
En droit français, le plan Orsan (pour Organisation de la réponse du système de santé en situations sanitaires exceptionnelles), est un dispositif national datant de 2014. Il chapeaute les plans blancs, qui sont des plans définis pour chaque établissement hospitalier.

## Schéma ORSAN
Le schéma ORSAN prédéfinit les parcours de soins des patients et les modalités de leur coordination entre les différents intervenants du système de santé pour répondre aux situations sanitaires exceptionnelles.
La notion de « situation sanitaire exceptionnelle » (SSE), englobe toutes les situations susceptibles d’engendrer une augmentation importante de la demande de soins ou de perturber sensiblement l’organisation de l’offre de soins. Les SSE peuvent être causées par exemple par une maladie à potentiel épidémique, un acte malveillant, une catastrophe naturelle ou un accident technologique.
En fonction des risques identifiés les parcours de soins sont organisés suivant une logique régionale, ou zonale pour les prises en charge spécifiques nécessitant des moyens rares voire extra-régionaux.
Le plan Orsan comporte cinq volets dont trois volets s'inscrivent dans une logique régionale :
- ORSAN AMAVI : accueil massif de victimes non contaminées ;
- ORSAN CLIM : prise en charge de nombreux patients à la suite d'un phénomène climatique ;
- ORSAN EPI-VAC : gestion d’une épidémie ou d’une pandémie sur le territoire national, pouvant comprendre l’organisation d’une campagne de vaccination exceptionnelle par le système de santé ;

et deux volets sont structurés dans une logique zonale :
- ORSAN BIO : prise en charge d’un risque biologique connu ou émergent ;
- ORSAN NRC : prise en charge d’un risque nucléaire, radiologique ou chimique.

## Liste de mise en œuvre du plan ORSAN
Le plan Orsan a été activé pour l'épidémie saisonnière de grippe de l'hiver 2014-2015, les attaques terroristes survenues à Paris le 13 novembre 2015, pour l'attentat survenu à Nice le 14 juillet 2016 ainsi que pour la pandémie de Covid-19 liée au SARS-CoV-2 en 2020.

## PlanBlanc
Les plans Blancs sont les bases du plan Orsan : il s’agit pour les structures de soins de tenir compte du rôle qui leur a été attribué au sein des volets régionaux et zonaux et de l’intégrer dans leur plan blanc d'établissement.
Le plan Blanc d'un établissement de santé est le document qui décrit comment il répond à un afflux de patients ou de victimes (qu'il ne faut pas confondre avec une tension causée par une surcharge d'activité). En situation d’urgence ou de crise, les responsables des établissements de santé peuvent ainsi s’appuyer sur des procédures formalisées, opérationnelles, connues, testées. Au-delà de la situation exceptionnelle à laquelle il aura fallu faire face, la qualité de la réponse apportée à une crise aura des conséquences durables sur la confiance accordée par le public et les professionnels.

### Cellule de crise
Chaque établissement de santé doit avoir une cellule de crise qui définit ses modalités de fonctionnement en cas de crise et pilote le plan Blanc en cas de déclenchement.
« Toute gestion de crise doit entraîner l'activation de la cellule de crise, indépendamment du déclenchement éventuel du plan Blanc », notamment en amont d'une décision de déclenchement. La constitution de la cellule de crise doit mentionner au moins : son emplacement, sa composition (titulaires et suppléants), son équipement (notamment en moyens de communication), ses procédures. Le local prévu pour la cellule de crise n’est pas obligatoirement réservé à ce seul usage mais elle doit pouvoir en disposer de façon totalement prioritaire.
Les membres de la cellule de crise doivent être identifiés, joignables à tout moment, formés et entraînés à la gestion de crise.
La cellule de crise assure un pilotage unifié des opérations, la communication avec les médias, les pouvoirs publics, le recensement des victimes, les relations avec les familles.

### Caractère réglementaire
La loi du 9 août 2004 relative à la politique de santé publique dispose que chaque établissement de santé, public ou privé, est dans l'obligation d’élaborer un plan Blanc lui permettant de mobiliser immédiatement les moyens de toute nature dont il dispose en cas d'afflux de patients ou de victimes ou pour faire face à une situation sanitaire exceptionnelle.
Avant 2004, seuls les établissements ayant un service d’urgence étaient dans cette obligation. La capacité à gérer une crise est un des critères de la certification conduite par la Haute Autorité de Santé.
Le caractère réglementaire du plan Blanc constitue le socle juridique permettant de rappeler ou de maintenir du personnel en dehors des horaires habituels de travail, de reporter des activités programmées, d’anticiper des sorties de patients.
Fondements juridiques
- Article L1142-8 du code de la défense[5]
- Circulaire No 195 /DHOS/O1/2003/ du 16 avril 2003 relative à la prise en charge des urgences[6].
- Article 20 de la loi du 9 août 2004 relative à la politique de santé publique, qui insère dans le code de la santé publique quatre articles, L. 3110-7 à L. 3110-10.
- Décret No 2005-1764 du 30 décembre 2005 relatif à l'organisation du système de santé en cas de menace sanitaire grave, qui modifie l'article R3110 du code de la santé publique.
- Décret no 2016-1327 du 6 octobre 2016 relatif à l'organisation de la réponse du système de santé (dispositif « ORSAN ») et au réseau national des cellules d'urgence médico-psychologique pour la gestion des situations sanitaires exceptionnelles modifiant l'article R3131-10[7] du code de la santé publique relatif au dispositif Orsan.
- Arrêté du 30 décembre 2005 relatif à la liste des établissements de santé de référence.
- Circulaire DHOS/CGR/2006/401 du 14 septembre 2006 relative à l'élaboration des plans blanc des établissements de santé et des plans blancs élargis
- Guide de gestion des tensions hospitalières et des situations sanitaires exceptionnelles au sein des établissements de santé[8] actualisant le guide de 2006 intitulé « Plan blanc et gestion de crise » diffusé par circulaire du 14 septembre 2006.
- Décret du 7 janvier 2013 relatif aux situations sanitaires exceptionnelles, modifiant les articles R.3131-5, R.3131-6 et R.3131-7 du code de la santé publique.
- Instruction du 2 novembre 2011 relative à la préparation de la réponse aux situations exceptionnelles dans le domaine de la santé
- Instruction N° DGS/DUS/CORRUSS 2013-274 du 27 juin 2013 relative à l’organisation territoriale de la gestion des situations sanitaires exceptionnelles[9]
- Instruction No DGS/DUS/SGMAS/2014/153 du 15 mai 2014 relative à la préparation du système de santé à la gestion des situations sanitaires exceptionnelles[10].

### Objectifs
Le plan Blanc formalise ce que sera l'organisation de l'établissement s'il est confronté à une situation exceptionnelle, il se présente sous forme de fiches opérationnelles par fonction. Il a pour objectif d'adapter l'organisation d'un établissement à une situation d'exception tout en préservant la qualité des soins aux patients déjà hospitalisés, de configurer rapidement l’hôpital vers la seule prise en charge de victimes en grand nombre provenant d’un même événement, en utilisant du personnel et moyens existants, aux dépens des autres activités non urgentes.
Ceci peut se faire notamment grâce au report d'activités programmées, à la sortie anticipée de patients hospitalisés, à l'augmentation momentanée des capacités en lits.
La démarche est de ne pas saturer l'établissement le plus proche d'une catastrophe, d'autant plus qu'il peut connaître un afflux de malades ou blessés arrivant par leurs propres moyens et être endommagé, mais de répartir la charge sur plusieurs établissements. Il s'agit de faire face à une situation exceptionnelle en préservant la qualité des soins ainsi que la sécurité des patients et du personnel. L'explosion de l'usine AZF de Toulouse a mis en évidence que « tous les établissements de santé, même s'ils ne sont pas autorisés à recevoir les urgences, pouvaient être confrontés à l'accueil d'un grand nombre de victimes se rendant directement dans des établissements proches. »
Le plan Blanc doit également traiter les événements dont l’établissement peut-être victime (par exemple une panne électrique sur ses installations).

### Élaboration
Le plan Blanc implique l'ensemble des professions de l'établissement de santé (administratifs, médicaux, soignants, techniques).
Il est arrêté par l'instance délibérative de l'établissement, sur proposition de son directeur ou de son responsable et après avis des instances consultatives. Il est transmis au représentant de l’État dans le département, au directeur de l'Agence Régionale de Santé et au SAMU.
Il est spécifique à chaque établissement et tient compte de ses caractéristiques.

### Mise à jour
Le plan Blanc est évalué et révisé chaque année. Il doit être régulièrement testé par des exercices, au moins de façon annuelle, à l'aide de grilles d'évaluation (exemples dans « Conformité d'un plan Blanc »). Un exercice de simulation ne doit être entrepris qu'après avoir fait évoluer les procédures par des exercices cadres (sur le papier). Il n'est pas nécessaire de tester toutes les fonctions chaque année, un calendrier pluriannuel peut permettre de tester successivement les différents circuits. Depuis le décret du 7 janvier 2013 relatif aux situations sanitaires exceptionnelles, à chaque révision l'agence régionale de santé veille à la cohérence du plan Blanc d'établissement avec le plan Blanc élargi; elle procède à l'inclusion des objectifs et moyens du plan Blanc d'établissement dans le contrat pluriannuel d'objectifs et de moyens.

### Contenu
Le plan Blanc d'établissement se présente sous la forme d'un répertoire des moyens disponibles et de fiches réflexes, il  définit notamment : 
- les modalités de son déclenchement et de sa levée ;
- les modalités de constitution et de fonctionnement de la cellule de crise ;
- des modalités adaptées et graduées de mobilisation des moyens humains et matériels de l'établissement ;
- les modalités d'accueil et d'orientation des victimes ;
- les modalités de communication interne et externe ;
- un plan de circulation et de stationnement au sein de l'établissement ;
- un plan de confinement de l'établissement ;
- un plan d'évacuation de l'établissement ;
- des mesures spécifiques pour les accidents nucléaires, radiologiques, biologiques et chimiques ;
- des modalités de formation et d'entraînement à la mise en œuvre du plan.

Les établissements complexes, comme l'Assistance publique - Hôpitaux de Paris ou l'Assistance publique - Hôpitaux de Marseille ont un plan pour l'ensemble de l'établissement et des plans par site.

### Déroulement
Dès le déclenchement, les opérations suivantes sont entreprises : ouverture de la cellule de crise, report des activités chirurgicales programmées, mobilisation des locaux, augmentation du personnel présent, puis levée du plan Blanc, retour d'expérience. Le déclenchement, le déroulement et l'arrêt sont documentés et tracés.
Si les capacités de l'établissement sont dépassées par l'afflux de patients cela peut poser des problèmes éthiques importants.

### Déclenchement
L'expérience montre que les appels d’alerte ne sont pas interprétables avant 15 min. Or, le délai entre les premiers signaux d’une alerte et l’arrivée des premières victimes à l’hôpital peut ne pas dépasser 20 minutes, et selon la configuration des
lieux, être ramené à 5 à 10 minutes.
En cas de pré-alerte (par exemple par le SAMU, les urgences de l'établissement, les autorités sanitaires) le directeur réunit la cellule de crise. Si la nécessité en est confirmée, le plan Blanc est déclenché par le directeur ou le responsable de l'établissement, qui en informe alors immédiatement le représentant de l’État dans le département, ou à la demande du représentant de l'État dans le département.
Dans les deux cas, le représentant de l’État informe immédiatement le directeur de l'Agence régionale de santé, le SAMU et les représentants des collectivités territoriales concernées.
Le plan Blanc peut être déclenché partiellement, de manière graduée et sectorielle, il en va de même pour son arrêt. Le plan Blanc nécessite : une libération des lits d'hospitalisation (sorties anticipées, ouverture de structures non actives, report des activités programmées); maintien  sur place et rappel du personnel; organisation de la logistique (signalétique, blanchisserie, restauration, transport, téléphonie, informatique, approvisionnement); accueil des victimes, des familles, de la presse ; communication externe et interne, cellule psychologique.
Une attention particulière est apportée à l’organisation du circuit de veille et d’alerte au sein de l’établissement afin d’optimiser les délais de réponse en cas de survenue d’une crise.

#### Traçabilité des victimes
Dans la zone de défense de Paris est mis en œuvre depuis 2009 un traitement automatisé de données à caractère personnel dénommé « système d'information numérique standardisé » (SINUS), dont les finalités sont d'assurer le dénombrement, l'identification et le suivi des victimes lors d'événements exceptionnels. Il s’agit d’un identifiant unique, commun à tous les services de secours, il a vocation à être étendu à l'échelle nationale.

#### Personnels
Formation
Elle est généralement assurée par le centre d'enseignement des soins d'urgence (CESU) du territoire de l'établissement.
Participation
Les modalités d’information du personnel sur le déclenchement du plan Blanc sont définies par celui-ci. Les rappels des agents peuvent être faits par le standard de l'établissement ou leur service, cette seconde option permet alors de tenir compte des disponibilités et des compétences requises. Ceci suppose que les listes d’agents rappelables soient mises à jour régulièrement, pour cela les agents mobilisables doivent obligatoirement laisser un numéro de téléphone, qui ne pourra faire l’objet d’aucun autre usage par la direction (notamment pour faire face à des difficultés en dehors du plan Blanc).
Les agents rappelés sont affectés prioritairement dans leur propre service, car ils y sont directement opérationnels. Les personnels en place peuvent être maintenus au-delà de l’horaire habituel.
La compensation du rappel pour du personnel (rémunération, récupération) doit être définie. Le maintien en place du personnel en poste et le rappel de ceux qui n'étaient pas en service implique la prise en charge d'une logistique de soutien (repas, crèche du personnel, transports, hébergement et repos).
Si l'événement déclencheur est médiatisé, du personnel peut se présenter spontanément, la consigne doit être qu'ils cherchent à rejoindre si possible leur établissement et leur service d'affectation.

« Jeune interne, je rentre le vendredi soir pour trouver les mauvaises nouvelles. À l’annonce de la prise d’otage, je sais ce qui va suivre – un afflux important de blessés.
Je me rends donc dans le service d’urgences le plus proche vers minuit : brancarder un patient, voir les urgences « habituelles »… en gros vider le service en attendant d’avoir des nouvelles du cœur de Paris.
C’est là que l’annonce du raid est donnée, que tout le monde s’organise en binômes, en attente de patients, car toute une vague de patients va arriver.
Entre-temps, un grand nombre de collègues ont eu la même idée : généralistes, spécialistes, hospitaliers comme libéraux, internes et externes des hôpitaux, se ruent pour aider l’équipe de garde. […]. Chacun selon ses moyens, ses connaissances, ses réflexes, nous travaillons, quasiment dans le silence, simplement quelques cris lancés pour un bilan, pour une radio, pour un transfert… Personne n’a jamais fait face à une telle crise, et malgré cela, tout le monde est là et travaille.
On ne connaît même pas nos prénoms, seulement celui de son binôme, et on se serre les coudes. On fait face à l’afflux de plaies par balle. Le patron est là, organise, dirige, surveille le bon déroulement, encourage les équipes. On nous ramène un pack d’eau pour respirer une minute.
Et puis, d’un coup, il est 5 heures du matin, les patients ont été triés, orientés, suturés, rassurés. Et les urgences se vident. Tout le monde est reparti, il n’y aura pas d’autre vague de blessés, les chirurgiens opèrent, les lits dans les étages sont prêts. Les infirmiers, les aide-soignants, les brancardiers, les cadres, auront fait preuve d’une efficacité à couper le souffle, sans broncher, sans s’arrêter. Le plan blanc fonctionne. »

— Un interne en médecine, Après sa nuit d'attentats aux urgences, un interne témoigne : « Quand on aime, on compte. Les uns sur les autres »
Si en raison de l'évènement les déplacements sont filtrés par les forces de l'ordre, ils doivent avoir un badge professionnel leur permettant de franchir les barrages.
Implication
Certaines crises (comme les épidémies, les catastrophes ou les attentats) peuvent également toucher du personnel, directement ou par l'intermédiaire de leurs proches, et donc gêner leur participation.

#### Circulation
Le plan Blanc peut comporter des mesures de sécurisation et de contrôle des accès de l'établissement, notamment s'il est déclenché pour répondre à un afflux de victimes contaminées, à un attentat ou une pandémie grippale. Dans ce cas la protection extérieure est assurée par les forces de l'ordre.

#### Accueil des familles
Un local destiné à l'accueil des familles doit être aménagé, avec du personnel donnant des informations fiabilisées et d'autres assurant la prise en charge psychologique.

#### Communication
La santé est une des préoccupations essentielles de l'opinion. Il est recommandé d'informer la presse de manière régulière.
Le point d'accueil de la presse doit être si possible distinct de la salle de crise. Le droit à l'information doit s'exercer dans le respect du droit à l'image, du droit à la confidentialité et la discrétion en faveur des patients et de leur famille.

### Annexe NRBC
Les plans blancs doivent comporter une annexe sur les risques liés aux accidents Nucléaires, Radiologiques, Bactériologiques ou Chimiques. En raison du risque d’attentats tous les établissements sont concernés et non pas uniquement ceux à proximité d’un site industriel à risques.
Il s'agit de protéger l'établissement et le personnel, afin de garantir leur opérationnalité dans la durée, de mettre en place des circulations appropriées.
La formation aux risques NRBC est faite principalement par les Centres d’Enseignement des Soins d’Urgence (CESU). L'acquisition, le stockage et la maintenance du matériel spécifique de décontamination représentent un coût important.

### Niveau extra-hospitalier

#### Départemental: planBlancélargi
Le plan Blanc d’un établissement de santé s’intègre dans le plan Blanc élargi (anciennement dénommé schéma départemental des plans blancs), qui coordonne au niveau départemental l’ensemble du système de santé. Le plan Blanc élargi est élaboré par le directeur départemental des affaires sanitaires et sociales avec l’appui des SAMU. « La survenue d'un évènement générant un grand nombre simultané de victimes a trop longtemps généré une politique de simple transports vers l'établissement de soins le plus proche ». L’objectif est désormais de chercher à ne pas déplacer la catastrophe vers l’hôpital qui en est le plus proche, ce qui le mettrait dans l’incapacité d’y faire face, mais de conserver le maximum de qualité aux soins en fragmentant l’afflux de victimes sur plusieurs hôpitaux, et selon les spécialités des plateaux techniques. Il intègre tous les acteurs de santé et non pas uniquement les hôpitaux. Cette répartition a par exemple été mise en œuvre lors des attentats du 13 novembre 2015 à Paris et Saint-Denis.

« Il y en a 27 qui sont arrivés à Saint-Louis avec qui nous sommes organisés en groupe hospitalier, et 22 sur Lariboisière en première intention. Cinq autres ont été transférés secondairement de Saint-Louis sur Lariboisière pour être opérés en orthopédie.
[…]
Ceux qui avaient une atteinte vasculaire étaient redirigés automatiquement sur Bichat, qui dispose d’un service d’urgence vasculaire qui n’existe pas à Lariboisière. »

— Pr Nizard, Pr Nizard (Lariboisière) : « Après les attentats, jusqu’à sept salles mobilisées en simultané »

« Autre point crucial : orienter les blessés vers des hôpitaux capables d’assurer immédiatement une hémostase chirurgicale. L’hôpital de la Pitié-Salpêtrière a rouvert jusqu’à 12 blocs opératoires pendant la nuit, soit 100 % de ses activités de jours, où 50 blessés dont 26 graves ont été traités. »

— Damien Coulomb, Attentats : le SAMU estime être intervenu dans « de véritables zones de guerre »
Si la situation le justifie, le plan Blanc élargi peut entraîner des réquisitions de moyens (matériels ou humains) par le préfet, qui pourront de ce fait être indemnisées.

#### National: Zone de défense
Des établissements de santé de référence sont désignés dans chaque zone de défense et de sécurité.

### Missions et moyens des établissements de santé de référence
Ces établissements disposent de moyens leur permettant d'apporter une assistance technique, voire de conseiller les établissements de santé, de porter un diagnostic et ou d’assurer la prise en charge thérapeutique, de former et d’entraîner les professionnels de santé en ces domaines. Leurs missions sont centrées sur les risques NRBC.
Ces établissements doivent disposer des services suivants : aide médicale urgente ; accueil des urgences ; maladies infectieuses doté de chambres d'isolement à pression négative ; réanimation doté de chambres d'isolement ; pédiatrie doté de chambres d'isolement à pression négative ; médecine nucléaire ; ainsi que d'un laboratoire d'un niveau de confinement L 3 ; d'une aire permettant de poser un hélicoptère.

#### Établissements de santé de référence
Ils sont désignés par l’Arrêté du 30 décembre 2005 relatif à la liste des établissements de santé de référence : 
- Assistance publique - Hôpitaux de Paris ;
- Assistance publique - Hôpitaux de Marseille ;
- Hospices civils de Lyon ;
- CHU de Bordeaux ;
- CHU de Lille ;
- CHU de Nancy ;
- CHU de Rennes ;
- CHU de Rouen ;
- CHU de Strasbourg ;
- CHU Félix Guyon de Saint-Denis-de-La-Réunion ;
- CHU de Fort-de-France ;
- Centre hospitalier André Rosemon de Cayenne.

#### Établissement de santé en tension
Une situation critique dans un établissement, par exemple la gestion de pics d’activité, n’implique pas de déclencher automatiquement le plan Blanc, réservé aux situations exceptionnelles. L’établissement de santé dispose d’une cellule de veille, émanation de la commission des admissions et des soins programmés (prévue par la circulaire no 195 /DHOS/O1/2003/ du 16 avril 2003 relative à la prise en charge des urgences). Cette cellule analyse la situation dans le territoire de santé, les indicateurs de tension dans l’établissement et croise les informations avec les indicateurs d’activité régionaux.
Si la situation de tension est confirmée, la cellule de veille est transformée en cellule de crise restreinte. Si les mesures prises ne permettent pas de faire face à la situation, le plan Blanc est déclenché.
Un hôpital saturé va avoir des prises en charge ralenties, une accumulation des patients dans les services d'urgences et donc une qualité et une sécurité moindres pour les patients, la problématique principale pour surmonter les difficultés est d'améliorer le flux sortant (retour à domicile ou prise en charge dans des structures spécialisées pour les patients présents).

## Exemples

### De plans blancs
- Plan Blanc 2009, par l'Assistance publique - Hôpitaux de Paris[26]

### De déclenchements
- Explosion de l'usine AZF de Toulouse, CHU de Toulouse, septembre 2001[27] ;
- Canicule de 2003[28] ;
- Accident de la circulation, CHU de Poitiers, juillet 2004[29] ;
- Incendie d'un foyer de travailleurs migrants, CHU de Dijon, novembre 2010[30] ;
- Accident ferroviaire de Brétigny-sur-Orge, juillet 2013 ;
- Prise en charge des victimes du virus Ebola rapatriées en 2014[31] ;
- Épidémie saisonnière de grippe de l'hiver 2014-2015[31] ;
- Attentats du 13 novembre 2015 en Île-de-France, novembre 2015 ;
- Attentat du 14 juillet 2016 à Nice ;
- Incendie du bar Cuba Libre à Rouen le 6 août 2016[32] ;
- Accident ferroviaire de Millas, autocar percuté par un TER à un passage à niveau, 14 décembre 2017, pour l'hôpital de Perpignan et la clinique Saint-Pierre à Perpignan ;
- Pandémie de Covid-19 : mars 2020.